# Markpund
Markpund är en gammal viktenhet och en äldre benämning på lispundet inom järn- och kopparviktens system på 1730-talet, men även synonymt med besmansvikt 1667. Markpund delas in i 20 marker på ett markpund.